# Peugeot J9
Peugeot J9 — фургон французької компанії Peugeot, що виготовлявся з січня 1981 до 1991 року і прийшов на заміну моделі Peugeot J7. Крім того, виробництво фургона здійснювалося за ліцензією компанією «Karsan» в Туреччині з 1981 до 2010 року. 1991 року модель оновили, а в 2006 році Karsan випустив рестайлінгові Karsan J9 Premier.
Всього з 1981 по 1991 рік виготовили 240 000 автомобілів Peugeot J9.

## Опис

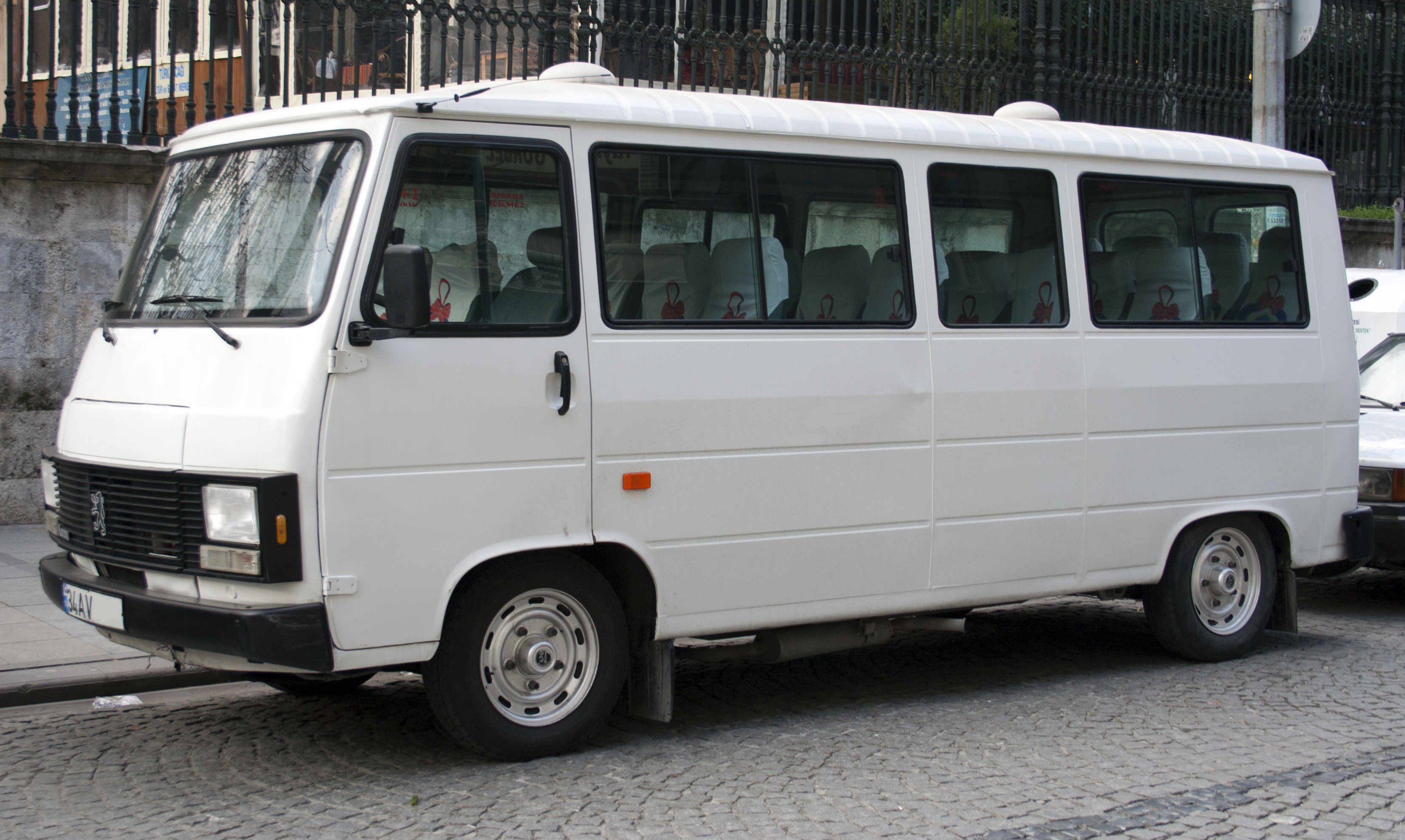
Маршрутне таксі Peugeot J9 Karsan (1991—2006)

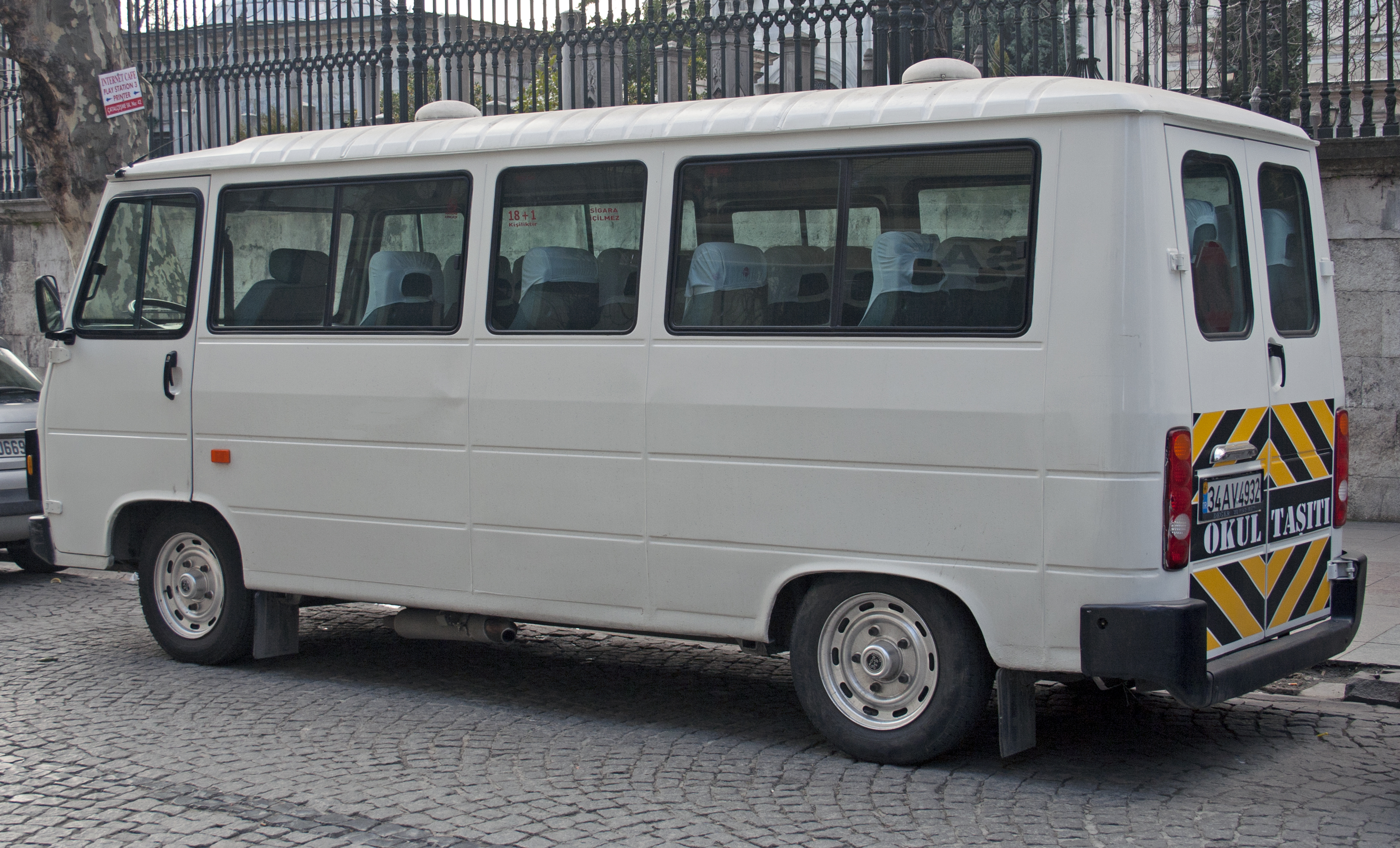
Маршрутне таксі Peugeot J9 Karsan (1991—2006)

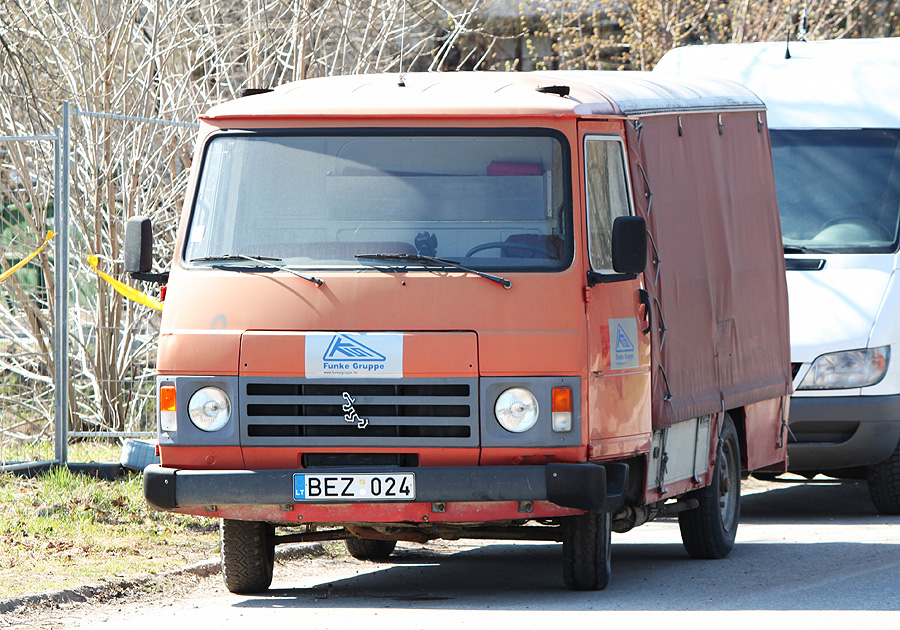
Peugeot J9 пікап

Кузов, аналогічний J7, модернізовано: чорні бампери з інтегрованими передніми сходинками, збільшені задні ліхтарі, збільшені розсувні бічні двері та модифікований дах. J9 поставлявся в різних висотах і довжинах з GVWR. від 3,1 до 3,5 тонн. Як і в останньому J7, опціональна комфортна кабіна пропонує вигнуте водійське сидіння з регулюванням нахилу та підголівником.
На момент запуску було доступно чотири двигуни: 1618 куб.см або 1971 куб.см бензинові і 2112 куб.см або 2304 куб.см дизельні. Вони отримані від 504. Коробка передач взята від J7, але довші передавальні числа зменшують споживання пального на дорозі. Гальмування здійснюється двома дисками спереду і двома барабанами ззаду.
У 1984 році панель приладів була збільшена, а гвинтове та роликове рульове управління стали опцією з підсилювачем. Для 1987 року в стандартній комплектації пропонувалася п'ятиступінчаста коробка передач. Щоб зберегти продуктивність, варіанти шасі з кабіною та подовжені туристичні автобуси мають укорочену осьову передачу (модифікація кількості зубів конічних шестерень між двигуном і віссю, щоб колеса оберталися менш швидко). З боку обладнання оновлена панель приладів. На останніх J9 набув поширення дизельний двигун об'ємом 2498 куб.см від 505 і ззаду з'явився додатковий трубчастий бампер.
Після припинення виробництва у Франції J9 був виготовлений за ліцензією в Туреччині компанією Karsan у версії мікроавтобуса. Рестайлінгова версія отримала нову решітку радіатора з прямокутними фарами під назвою Karsan J10.
У 1991 році наступником J9 стане J5 у версіях зі збільшеним тоннажем, а його наступником з 1994 року стане Boxer.

## Двигуни

### Бензинові
- 1,6 л, 1618 см3, 60 к. с., МКПП
- 2,0 л, 1971 см3, 78 к. с., МКПП

### Дизельні
- 2,1 D, 2112 см3, 56 к. с., МКПП
- 2,3 D, 2304 см3, 67 к. с., МКПП
- 2,5 D, 2497 см3, 72 к. с., МКПП

## Peugeot J9 як символ Західної України
В середині 1990-х років у Івано-Франківську та Львові компанія «Ференс і Ко» стала використовувати Peugeot J9 у ролі маршрутних таксі. Ці машини ідеально вписувалися в умови вузьких міських вулиць і добре замінювали не придатні для умов таких міст старі автобуси типу Ikarus 260, ЛіАЗ-677 і ЛАЗ-695. В Івано-Франківську ці машини водночас використовували три компанії, і всі три мали різні кольори: сині, жовті і білі (тролейбусний парк).